# Meteorium sublivens
Meteorium sublivens là một loài Rêu trong họ Meteoriaceae. Loài này được Besch. mô tả khoa học đầu tiên năm 1880.